# Hemistola claripennis
Hemistola claripennis là một loài bướm đêm trong họ Geometridae.